# Prova de l'aigua

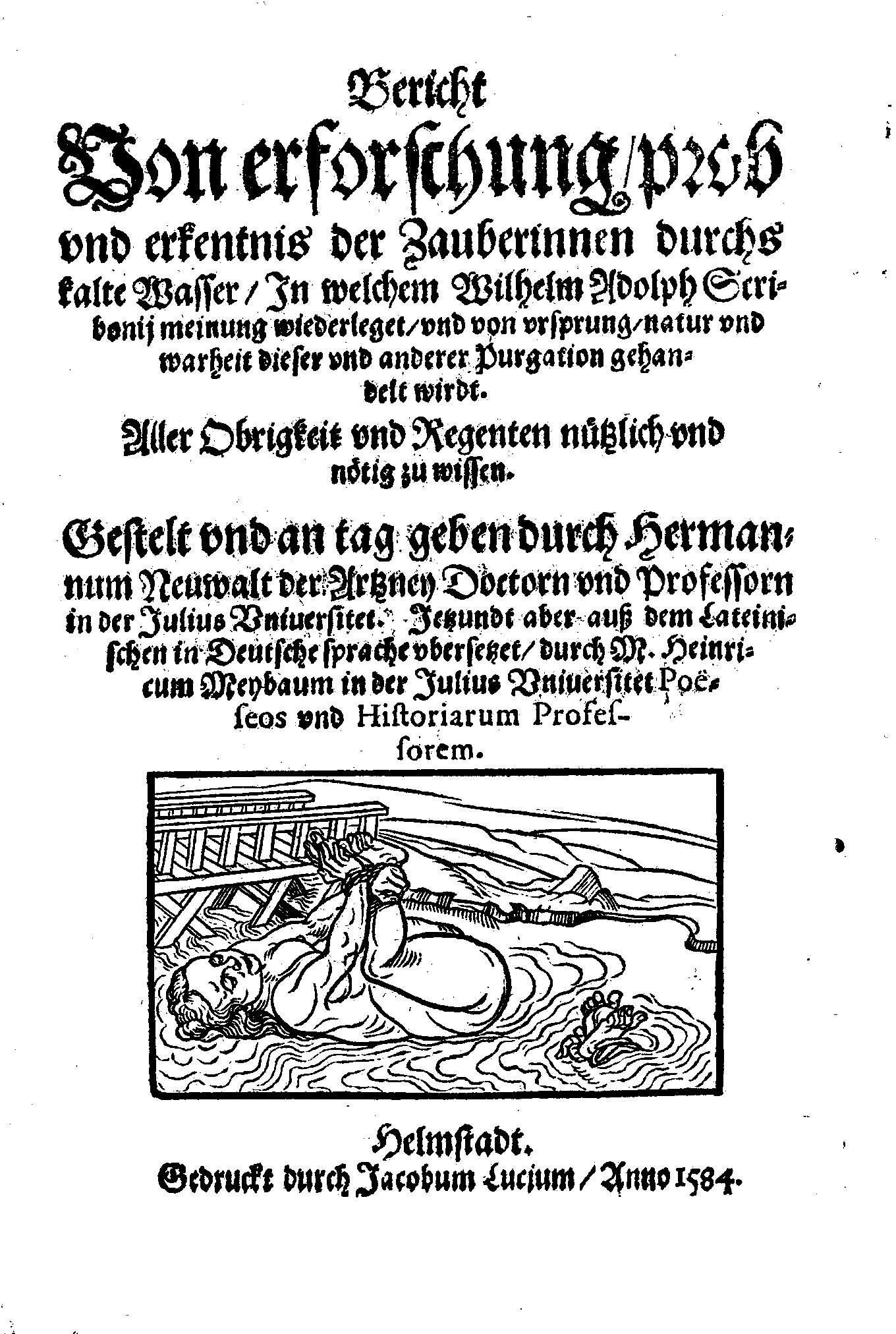
Portada d'un llibre del 1581 escrit per Hermann Neuwalt, on es parla de la prova de l'aigua

La prova de l'aigua era un dels actes jurídics anomenats Judicis de Déu que es van fer servir a l'edat mitjana per decidir la culpabilitat o innocència d'una persona acusada generalment d'algun delicte del qual no es tenien proves clares, sinó només sospites. Les acusacions solien ser de bruixeria o adulteri.
N'hi havia de dos tipus: un amb aigua calenta i l'altre amb aigua freda.

## Aigua calenta
El judicium aquae ferventis consistia que la persona acusada havia d'agafar una pedra o un anell ficat al fons d'una olla d'aigua gairebé bullint i amb el braç nu. La decisió d'innocència es basava en el coratge de la persona acusada per a suportar les cremades a la pell, si no era capaç de suportar el dolor es considerava culpable però a més havia de passar l'avaluació del tercer dia. Després de ficar el braç en l'aigua, s'embenava, el jutge posava un segell a la bena i al tercer dia s'examinava el resultat de la prova. Si no s'havia guarit la cremada, l'acusat era culpable; però si la cremada s'estava refent, l'acusat era innocent. La prova apareix descrita en texts de lleis antics, per exemple l'arquebisbe Hincmar de Reims, en el tractat judicial Trina Deitas (853), recull de lleis usades a l'Europa central.

## Aigua freda
El judicium aquae frigidae consistia a lligar amb cordes la persona acusada i ficar-la dins un recipient ple d'aigua mentre es repetia una pregària: No deixeu que la massa d'aigua rebi el cos d'aquell que, alliberat del pes de la Bondat, és elevat pel vent de la injustícia.
Al contrari que en la prova de l'aigua calenta, gairebé sempre la persona acusada era declarada culpable, llevat que un fet extraordinari salvés la persona de morir ofegada. Si tot anava com era d'esperar, és a dir, l'acusat s'enfonia, era declarat innocent i se'l treia de l'aigua, tot i que sovint massa tard i s'havia mort. La capacitat per aguantar la respiració sota l'aigua i per mantenir la calma determinaven molt la superació de la prova.

## La cacera de bruixes
La prova de l'aigua, que havia estat durant anys oblidada, va reaparèixer en el context de la cacera de bruixes als segles xvi i xvii. Es donava el cas que, tot i que la majoria de juristes rebutjaven la prova com indici de culpabilitat, la creença popular estava tan arrelada que alguns acusats demanaven poder-se sotmetre a la prova, ja que veien una oportunitat d'evitar les tortures. Alguns argumentaven a favor de l'ús d'aquesta prova dient que si una bruixa s'hi sotmetia flotaria a causa d'haver renunciat al baptisme per a entrar al servei del dimoni. Jacob Rickius afirmava que les bruixes eren més lleugeres que la resta de persones doncs tenien la capacitat de volar i, per tant, això les feia surar, i per a demostrar-ho no calia submergir-les en aigua sinó que n'hi havia prou amb sopesar-les.

## Antecedents
Les proves d'aigua van ser molt emprades durant l'edat mitjana, però n'hi ha antecedents en diferents cultures de l'antiguitat. La primera aplicació d'aquest judici està escrita al Codi d'Ur-Nammu de la cultura sumèria, el qual es realitzava en un riu. Els hebreus, per exemple, tenien la "prova de l'aigua amarga", descrita a la Biblia i emprada per a demostrar la fidelitat conjugal. A la persona acusada d'infidelitat se li feia beure l'"aigua amarguenca de la maldició", un beuratge preparat pel sacerdot amb aigua i cendres, entre altres ingredients. En aquest cas era més un càstig del marit gelós cap a la seva dona que un veritable judici, perquè si ella es negava a prendre-se'l era declarada culpable i rebia la pena de lapidació.